# Георг фон Золмс-Браунфелс
Георг Фридрих Бернхард Вилхелм Лудвиг Ернст фон Золмс-Браунфелс (на немски: Georg Friedrich Bernhard Wilhelm Ludwig Ernst 6.Fürst zu Solms-Braunfels; * 18 март 1836, Виена; † 3 април 1891, Франкфурт на Майн) е 6. княз на Золмс-Браунфелс, хесенски племенен господар, народен представител и кралски хановерски „ритмайстер“.

## Биография
Той е третият син на принц Вилхелм фон Золмс-Браунфелс (1801 – 1868) и съпругата му графиня Мария Анна Кински фон Вхиниц-Тетау (1809 – 1892), дъщеря на граф Франц де Паула Йозеф Кински фон Вхиниц-Тетау (1784 – 1823) и графиня Тереза фон Врбна-Фройдентал (1789 – 1874).
Георг наследява княжеския трон на 7 март 1880 г. след смъртта на неженения и бездетния му по-голям брат Ернст фон Золмс-Браунфелс. Той става наследствен член на „Първата камера“ на Велико херцогство Хесен и в „пруския Херенхауз“ (1881 – 1891).
Георг фон Золмс-Браунфелс умира на 55 години на 3 април 1891 г. във Франкфурт на Майн и е погребан в манастир Алтенберг. Наследен е от синът му Георг Фридрих фон Золмс-Браунфелс (1890 – 1970).

## Фамилия
Георг фон Золмс-Браунфелс се жени на 5 август 1878 г. в Кастеламаре ди Стабия за принцеса Емануела Мария Кристина Валентина Галоне дей Принципи ди Триказе Молитерно (* 19 февруари 1854, Неапол; † 26 март 1936, Неапол), дъщеря на принц Джузепе Галоне (1819 – 1898) и Мария Антония Мелодия (* 1829). Те имат три деца:
- Мария Франциска де Паула Антоанета Каролина Фридерика Амалия Катарина фон Золмс-Браунфелс (* 20 октомври 1879, Баден-Баден; † 11 май 1971, Торе дел Греко), омъжена на 9 февруари 1901 г. в Неапол за граф Дон Луиджи Каетани дел'Аквила д'Арагона, Пиедимонте (* 17 декември 1877, Неапол; † 12 април 1945, Белависта)
- Луиза Анна Ернестина Маргарета Елизабет Мария Габриела фон Золмс-Браунфелс (* 11 септември 1885, Баден-Баден; † 8 март 1964, Браунфелс), омъжена на 10 април 1919 г. в Хомбург ф.д.Х. за Жамес Питкаирн-Кноулес (* 28 септември 1863, Ротердам; † 2 януари 1954, дворец Хунген)
- Георг Фридрих Виктор Хайнрих Йозеф Вилхелм Мария Йоханес Емануел фон Золмс-Браунфелс (* 13 декември 1890, Франкфурт на Майн; † 30 ноември 1970, Браунфелс), последният 7. княз на Золмс-Браунфелс, женен на 8 май 1913 г. в Неапол за 8 май 1913 г. за графиня Дона Беатриче Салуцо (* 29 февруари 1888, Неапол; † 23 февруари 1976, Браунфелс); имат две дъщери

Вдовицата му Емануела Мария Кристина Валентина Галоне се омъжва втори път на 16 май 1895 г. в Кьолн за принц Александер фон Хоенлое-Валденбург-Шилингсфюрст фон Ратибор и Корвей (* 6 август 1862; † 16 май 1924), най-малкият син на министър-председател Хлодвиг цу Хоенлое-Шилингсфюрст (1819 – 1901) и принцеса Мария фон Сайн-Витгенщайн-Берлебург (1829 – 1897).